# Bodilprisen for bedste fotograf
Bodilprisen for bedste fotograf er en af specialpriserne ved den årlige Bodilprisuddeling, som præsenteres af foreningen Danske Filmkritikere.

## Historie
Prisen blev uddelt første gang i 1949 ved den anden Bodilprisuddeling, og blev tildelt Danmarks første kvindelige filmfotograf, Annelise Reenberg, for hendes arbejde på Kristinus Bergman (1948), selvom prisen på dette tidspunkt ikke var en særskilt pris, men blev anset som en Æres-Bodil.
I perioden fra 1950 til 2006 blev prisen ikke uddelt, men ti filmfotografer modtog en Æres-Bodil i årene mellem 1953 til 1983, enten for individuelt arbejde eller for livsværk.
I årene 2000 til 2005 (med undtagelse af 2003) blev en pris i samarbejde med sponsorer uddelt uden en tilhørende Bodil-statuette under tre forskellige navne: "Johan Ankerstjernes Fotografpris" (2000–2002) navngivet efter filmfotograf Johan Ankerstjerne, "Kodak og Nordisk Postproductions Fotografpris" i 2004, og "Nordisk Film Lab og Kodaks Fotografpris" i 2005.
Siden 2006 er "Bodilprisen for bedste fotograf" blev uddelt årligt som en special pris med en tilhørende Bodil-statuette ved Bodilprisuddelingerne, og den første modtager af prisen under dette navn blev Manuel Alberto Claro.

## Modtagere

### 2000'erne
| Årstal | Modtager             | Film                                     |
| ------ | -------------------- | ---------------------------------------- |
| 2004   | Anthony Dod Mantle   |                                          |
| 2005   | Morten Søborg        |                                          |
| 2006   | Manuel Alberto Claro |                                          |
| 2007   | Jørgen Johansson     |                                          |
| 2008   | Dan Lausten          |                                          |
| 2009   | Jørgen Johansson     | Flammen & Citronen og Frygtelig lykkelig |

### 2010'erne
| Årstal | Modtager                    | Film                                 |
| ------ | --------------------------- | ------------------------------------ |
| 2010   | Anthony Dod Mantle          | Antichrist                           |
| 2011   | Lars Skree                  | Armadillo                            |
| 2012   | Manuel Alberto Claro        | Melancholia og Frit fald             |
| 2013   | Rasmus Videbæk              | En kongelig affære                   |
| 2014   | Charlotte Bruus Christensen | Jagten                               |
| 2015   | Niels Thastum               | Når Dyrene Drømmer                   |
| 2016   | Magnus Nordenhof Jønck      | Nøgle hus spejl, Bridegend og Krigen |
| 2017   | Maria von Hausswolff        | Forældre                             |
| 2018   | Maria von Hausswolff        | Vinterbrødre                         |
| 2019   | Nadim Carlsen               | Holiday                              |

### 2020'erne
| Årstal          | Modtager             | Film                 |
| --------------- | -------------------- | -------------------- |
| 2020            | Jasper Spanning      | Dronningen           |
| 2021            | Louise McLaughlin    | Vores mand i Amerika |
| 2022            | Rasmus Videbæk       | Margrete Den Første  |
| 2023            | Maria von Hausswolff | Vanskabte land       |
| 2024            | Rasmus Videbæk       | Bastarden            |
| 2025            |                      |                      |
| Adam Wallensten | Birthday Girl        |                      |
| Adam Wallensten | De lydløse           |                      |
| Nadim Carlsen   | Kalak                |                      |